# Eta Centauri

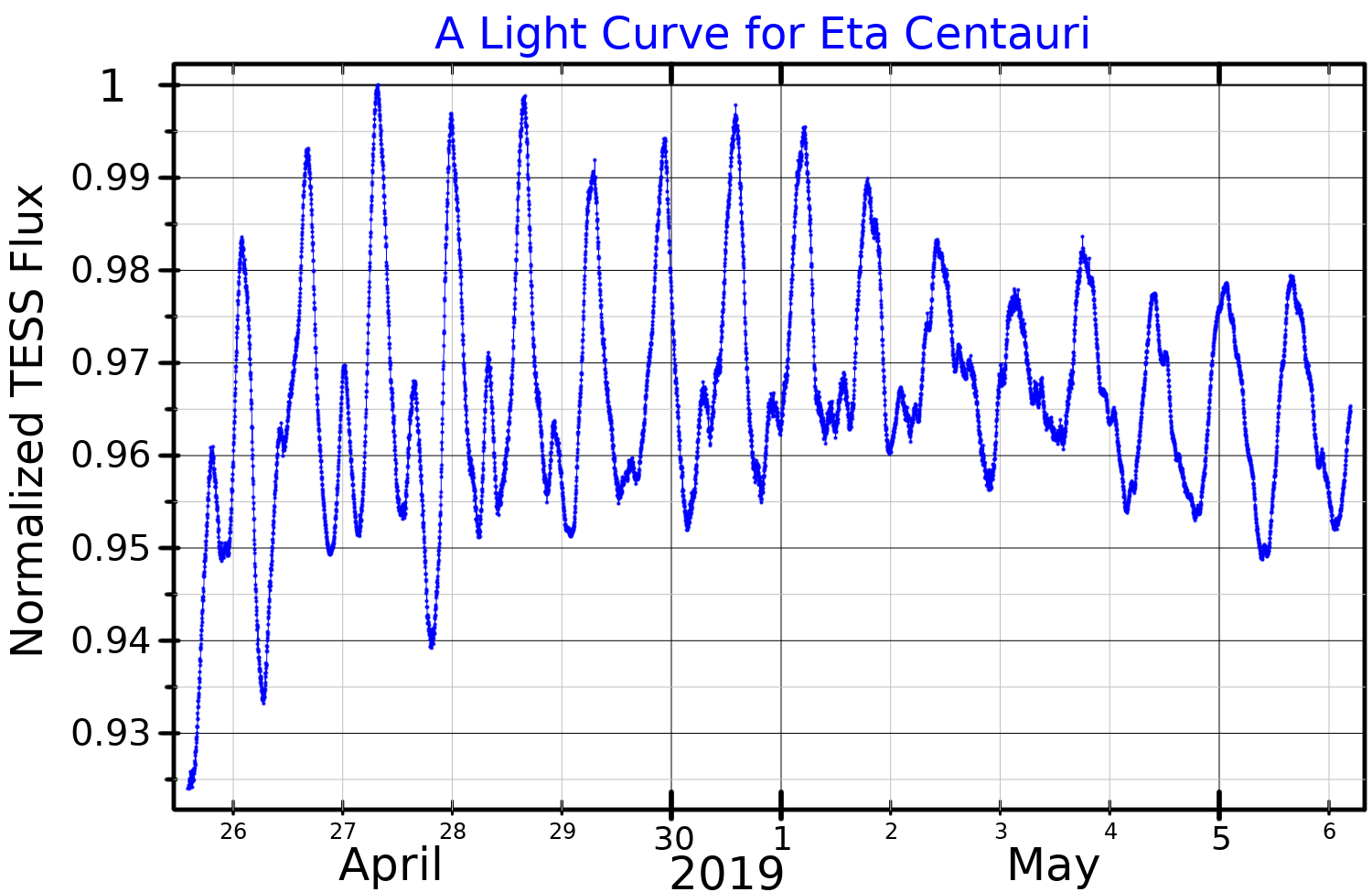
Lichtkromme van Eta Centauri

Eta Centauri  is een ster in het sterrenbeeld Centaur op een afstand van 306 lichtjaar.